# Финикс санси
Финикс санси (енгл. Phoenix Suns) су амерички кошаркашки клуб из Финикса, Аризона. Играју у НБА лиги (Пацифичка конференција).

## Домаће дворане
(1968-1992)

America West Arena (1992 - 2006)

US Airways Center (2006 - 2015)

Talking Stick Resort Arena (2015 - данас)

## Историја

### Почетак
Двадесетдругог јануара 1968. године, челници НБА лиге дозволили су оснивање два нова клуба. Група, коју су предводили Ричард Блок, Карл Елер, Доналд Пит и Дон Дајмонд, добила је одобрење за оснивање клуба у Финиксу. За менаџера је постављен 28-годишњи Џери Коланџело.
У другој сезони су успјели ући у доигравање, али су испали од Лос Анђелес лејкерса у првом кругу. То је уједно био и први њихов међусобни сусрет од многих које ће касније одиграти.
Тек 1976. успјели су поново доћи до доигравања направивши велико изненађење избацивањем тадашњих првака, Голден стејт вориорса у конференцијском финалу. Екипу су предводили Дик Ван Арсдејл, Алван Адамс и Кони Хокинс. У НБА финалу, Санси су изгубили финале у шест утакмица од Бостон селтикса.
Од 1978. до 1985. били су редовни учесници у доигравању, од чега су два пута успјели доћи до конференцијског финала. Прво су изгубили од Сијетл суперсоникса (1979), а друго од Лејкерса (1984).
Услиједиле су неуспјешне године и 1987. скандал у којем су четири играча оптужена да су користили дроге. Након скандала, клуб је продат за 44.000.000 долара групи коју је предводио Коланџело.

### Нови правац
Убрзо су, довођењем нових појачања, Санси поново постали екипа за доигравање и од 1989. играли су у 13 доигравања заредом. У прва два су испали у конференцијском финалу и то од Лос Анђелес лејкерса 1989, а од Блејзерса 1990.
Године 1992. Санси се селе у нову дворану, а у клуб долази велико појачање - Чарлс Баркли.
Године 1993. Баркли је постао МВП, а Санси су у првом кругу прошли Лејкерсе, у другом Спарсе, а у конференцијском финалу Суперсониксе. У НБА финалу су изгубили од Чикаго булса предвођених Мајклом Џорданом.
У сезонама 2001-02. и 2003-04. имали су више пораза од побједа, а 2002-03. испали су у првом кругу доигравања.
Године 2004. Роберт Сарвер је за 401.000.000 долара постао нови власник клуба, што се показало као позитивна промјена у наредним сезонама.
У сезонама 2004-05. и 2005-06. Санси су, предвођени Стивом Нешом Амаријем Стодемајером и Шоном Марионом, успјели доћи у финале конференције, али су изгубили од Спарса (2005) и Маверикса (2006). Неш је у те двије сезоне био најкориснији играч и постао тек други плеј коме је то успјело у двије узастопне сезоне (први је био Меџик Џонсон).
Санси су именовали Игора Кокошкова за првог тренера тима почетком маја 2018. Тако је Кокошков, постао први главни тренер неког НБА тима који је рођен у Европи и уједно први Србин који води НБА тим.

### 2022–данас: Трансфер власништва
13. септембра 2022, НБА је власнику Роберту Сарверу изрекла казну од 10 милиона долара и суспендовала га на годину дана, након што је независна истрага утврдила да је у више наврата у јавности користио изразе увредљиве за црнце. Истрага је утврдила и да је било „неједнаког третмана запослених женског пола; сексуално неприхватљивих изјава и понашања; и неприхватљиво грубог понашања према запосленима”. Више тада актуелних и бивших НБА играча укључујући Леброна Џејмса, играча Финикса Криса Пола и Дрејмонда Грина је изјавило да је казна преблага, а Грин је чак тражио да Лига изгласа да се Сарверу укине власништво над тимом. 21. септембра, Сарвер је најавио да ће започети процес продаје Финикс санса и Финикс меркјурија. Сервер је на крају прихватио продају оба тима извршном директору компаније Јунајтед холсејл моргиџ, Мету Ишбији и његовом брату Џастину за рекордни износ од 4 милијарде долара 20. децембра 2022, а продаја је званично извршена 7. фебруара 2023. Са 43 године старости, Мет Ишбија је постао други најмлађи власник неког клуба у историји Лиге.

## Истакнути појединци

### УКући славних
- Чарлс Баркли
- Џери Коланџело
- Кони Хокинс
- Гајл Гудрич

### Пензионисани бројеви
- 5 Дик Ван Арсдејл, бек, 1968-77
- 6 Волтер Дејвис, бек, 1977-88
- 7 Кевин Џонсон, бек, 1988-2000
- 9 Ден Марли, крило, 1988-95 i 2001-02
- 24 Том Чејмберс, крило, 1988-93
- 33 Алван Адамс, центар, 1975-88
- 34 Чарлс Баркли, крило, 1992-96
- 42 Кони Хокинс, крило, 1969-73
- 44 Пол Вестфол, бек, 1975-80 и 1983-84; тренер, 1992-96
- 832 Котон Фицсимонс, тренер, 1970-72 и 1988-92 и 1996 (832 победе)
- Џо Проски (тренер)